# Joanne Malar
Joanne Joanne (Hamilton, 30 ottobre 1975) è un'ex nuotatrice canadese.
Specializzata nel dorso e nei misti, ha partecipato alle Olimpiadi di Atlanta 1996.

## Palmarès
- Mondiali in vasca corta

Rio de Janeiro 1995: oro nei 400m misti e nella 4x200m sl.
Göteborg 1997: bronzo nei 400m misti.
Hong Kong 1999: argento nei 400m misti e bronzo nei 400m sl.
- Giochi PanPacifici

Kobe 1993: bronzo nella 4x100m sl.
Atlanta 1995: argento nei 200m misti e bronzo nella 4x200m sl.
Fukuoka 1997: bronzo nei 200m sl, nei 200m misti, nei 400m misti e nella 4x200m sl.
Sydney 1999: oro nei 200m misti e nei 400m misti e bronzo nella 4x200m sl.
- Giochi panamericani

L'Avana 1991: argento nei 200m misti, nei 400m misti, nella 4x100m sl e nella 4x200m sl e bronzo nei 200m dorso.
Mar del Plata 1995: oro nei 200m misti e nei 400m misti, argento nella 4x100m sl, nella 4x200m sl e nella 4x100m misti e bronzo nei 200m dorso.
Winnipeg 1999: oro nei 200m misti, nei 400m misti e nella 4x200m sl e bronzo nei 400m sl.
Santo Domingo 2003: oro nei 200m misti, argento nella 4x100m sl e nella 4x100m misti e bronzo nella 4x200m sl.
- Giochi del Commonwealth

Victoria 1994: bronzo nella 4x200m sl.
Kuala Lumpur 1998: oro nei 400m misti, argento nei 200m misti e negli 800m sl, bronzo nei 400m sl e nella 4x200m sl.